# Revolução de 1868
A Revolução de 1868 ou La Gloriosa, foi um levantamento revolucionário que ocorreu na Espanha em Setembro de 1868 e implicou o destronamento da rainha Isabel II e o começo do período denominado Sexênio Democrático.

## Contexto Histórico
Em meados da década de 1860, o descontentamento contra o regime monárquico de Isabel II nos ambientes populares, políticos e militares era patente. O moderantismo espanhol, no poder de 1845 encontrava-se numa forte crise interna, e não soubera resolver os problemas do país. Havia uma grave crise econômica (mais urgente ainda depois das perdas na Guerra Hispano-Sul-americana) e em toda parte proliferavam os pronunciamentos, como o que em 1866 liderou Juan Prim, e como a sublevação do quartel de San Gil. No exílio, liberais e republicanos chegavam a acordos em Ostende (1866) e em Bruxelas (1867) para promover ainda mais desordens que levassem para um drástico câmbio de governo, não já para substituir o presidente Narváez, mas com o objetivo último de derrocar a mesma Isabel II. A Rainha e o mesmo regime monárquico tornaram-se foco das críticas sobre os principais problemas do país. 
À morte de O'Donnell em 1867 uma parte importante de simpatizantes da União Liberal mudou para as posições da frente que propugnava o afastamento de Isabel II e o estabelecimento de um governo mais eficaz para a Espanha.

## O Estouro da Revolução
Para Setembro de 1868, a sorte da coroa já fora tirada. As forças navais com base em Cádis, no comando de Juan Bautista Topete, amotinaram-se contra o governo de Isabel II. O pronunciamento ocorria no mesmo lugar onde se levantara em armas contra o seu pai o general Riego cinquenta anos antes. A proclama dos generais sublevados em Cádis a 19 de setembro de 1868 dizia o seguinte:
| “ | Espanhóis: A cidade de Cádis posta em armas com toda a sua província (...) nega a sua obediência ao governo que reside em Madrid, segura de que é leal intérprete dos cidadãos (...) e resoluta a não depor as armas até a Nação recobrar a sua soberania, manifestar a sua vontade e ser cumprida. (...) Pisada a lei fundamental (...), corrompido o sufrágio pela ameaça e o suborno, (...) morto o Município; vítima a Administração e a Fazenda da imoralidade; tiranizado o ensino; muda a imprensa (...). Tal é a Espanha de hoje. Espanhóis, quem a aborrece tanto que não se atreva a exclamar: "Assim tem de ser sempre"? (...) Queremos que uma legalidade comum por todos criada tenha implícito e constante o respeito de todos. (...) Queremos que um Governo provisório que represente todas as forças vivas do país assegure a ordem, em tanto que o sufrágio universal põe os alicerces da nossa regeneração social e política. Contamos para realizar o nosso inquebrantável propósito com o concurso de todos os liberais, unânimes e compactos frente do comum perigo; com o apoio das classes acomodadas, que não quererão que o fruto do seu suor siga a enriquecer a interminável série de axiotistas e favoritos; com os amantes da ordem, se querem ver o estabelecido sobre as firmíssimas bases da moralidade e do direito; com os ardentes partidários das liberdades individuais, cujas aspirações poremos sob o amparo da lei; com o apoio dos ministros do altar, interessados antes que ninguém em cegar na sua origem as fontes do vício e do exemplo; com o povo tudo e com a aprovação, enfim, da Europa inteira, pois não é possível que no conselho das nações se tenha decretado nem decrete que a Espanha tem de viver aviltada. (...) Espanhóis: acudi todos às armas, único meio de economizar a efusão de sangue (...), não com o impulso do rancor, sempre funesto, não com a fúria da ira, senão com a solene e poderosa serenidade com que a justiça empunha a sua espada. Viva Espanha com honra! | ” |

Fora assinado por Juan Prim, Domingo Dulce, Francisco Serrano, Ramón Nouvillas, Rafael Primo de Rivera, Antonio Caballero de Rodas e Juan Topete. 
Advertia-se então a existência de muitas forças em jogo: enquanto os militares se manifestavam monárquicos e somente visavam substituir a Constituição e o monarca, as Juntas, mais radicais, mostravam a sua intenção de conseguir uma verdadeira revolução burguesa, baseada no princípio da soberania nacional. Convém assinalar também a participação de grupos camponeses andaluzes, que aspiravam à Revolução Social. 
O presidente Ramón María Narváez abandona a rainha, assim como o seu ministro em chefe Luis González Bravo. Narváez faleceria aquele mesmo ano, aprofundando a crise nos setores moderados. Os generais Prim e Serrano denunciaram ao governo, e grande parte do exército desertou, mudando para o bando dos generais revolucionários ao seu regresso a Espanha.

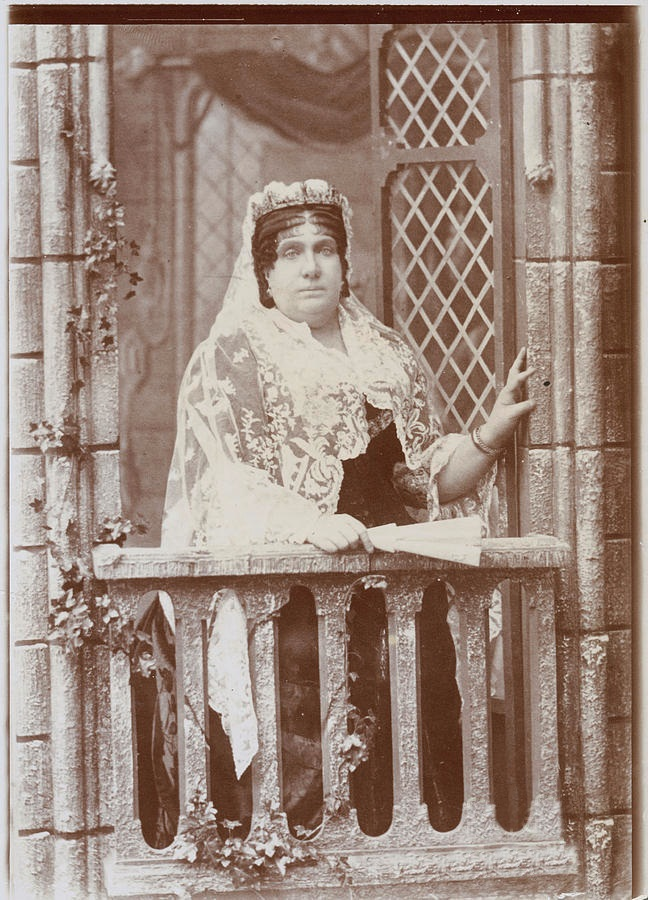
A rainha Isabel II da Espanha no seu exílio de Paris

O movimento iniciado na Andaluzia pronto se estendeu para outros lugares do país, sem que as tropas do governo fizessem frente seriamente às dos pronunciados. O apoio de Barcelona e de toda a zona mediterrânea foi decisivo para o triunfo da revolução. Apesar da demonstração de força da rainha na Batalha de Alcolea, os lealistas de Pavía foram derrotados pelo General Serrano. Isabel ficou então sem solução senão o exílio e cruzou a fronteira com França.
A partir deste momento e durante seis anos (1868-1874) tentar-se-ia criar na Espanha um sistema de governo revolucionário, conhecido como Sexênio Revolucionário, até que o insucesso final levou os moderados de novo ao poder.

## A Procura de um Novo Rei
Contudo, o espírito revolucionário que conseguira derrocar o governo da Espanha carecia de uma direção política clara. A coligação de liberais, moderados e republicanos enfrentava-se à tarefa de encontrar um melhor governo que substituísse o de Isabel. O controlo do governo passou num primeiro momento a Francisco Serrano, arquiteto da anterior revolução contra o governo de Espartero. A princípio as Cortes recusaram o conceito de uma república para a Espanha, e Serrano foi nomeado regente enquanto se buscava um monarca adequado para liderar o país. Escrevia-se uma Constituição de corte liberal que finalmente foi promulgada pelas cortes em 1869; era a primeira Constituição que se podia chamar assim desde a Constituição de Cádiz de 1812.
A procura de um Rei apropriado demonstrou finalmente ser mais que problemática para as Cortes. Os republicanos sentiam-se no fundo inclinados a aceitar a um monarca se este for uma pessoa capaz e acatasse a Constituição. Juan Prim, o eterno rebelde contra os governos isabelinos, foi nomeado dirigente do governo em 1869 e o general Serrano seria regente, e sua é a frase: «Encontrar a um rei democrático na Europa é tão difícil quanto encontrar um ateio no céu!». Foi considerada mesmo a opção de nomear rei um ancião Espartero, embora encontrasse a resistência dos setores progressistas e a recusa do próprio general, que, porém, obteve oito votos no reconto final. Muitos propunham o jovem filho de Isabel, Afonso (que posteriormente seria o Rei Afonso XII da Espanha), mas a suspeita de que este poderia ser facilmente influenciável pela sua mãe e que poderia repetir os erros da anterior rainha, faziam-lhe perder muitos apoios. Fernando de Saxe-Coburgo, antigo regente da vizinha Portugal foi considerado também como uma possibilidade. Outra das possibilidades, que propunha o Príncipe Leopoldo de Hohenzollen, seria o detonante (ou a escusa) para a Guerra Franco-Prussiana. Finalmente optou-se por um rei italiano, Amadeu de Saboia. Mas o seu reinado tão somente duraria 2 anos e quatro meses, dentre 1870 e 1873.